# Hodonice (Malonty)
Hodonice (též Hodenice nebo Nižší Hodonice, německy Hodenitz) jsou zaniklá vesnice a v současnosti katastrální území obce Malonty. Katastrální území Hodonice u Malont měří 4,0179 km².

## Historie
První písemná zmínka o vsi pochází z roku 1362. V důsledku uzavření Mnichovské dohody bylo území, na kterém leží mj. Hodonice, přičleněno ( v letech 1938 až 1945) k nacistickému Německu. Po vysídlení všech původních obyvatel v roce 1946 se podařilo ves z části dosídlit. Místní jednotné zemědělské družstvo v roce 1953 zaniklo v souvislosti s rozšiřováním Státního statku Malonty. Potom noví osadníci odešli a ves v roce 1962 zanikla.

## Přírodní poměry
Hodonice stávaly v Novohradském podhůří. Asi dva kilometry jihovýchodně od bývalé vesnice se nachází přírodní památka Velký Hodonický rybník.

## Obyvatelstvo
|           | 1869 | 1880 | 1890 | 1900 | 1910 | 1921 | 1930 | 1950 | 1961 |
| --------- | ---- | ---- | ---- | ---- | ---- | ---- | ---- | ---- | ---- |
| Obyvatelé | 184  | 175  | 159  | 154  | 169  | 168  | 130  | 39   | 19   |
| Domy      | 36   | 35   | 35   | 33   | 37   | 38   | 38   | 18   | .    |